# Ди Лелла, Пенелопа
Пенелопа Ди Лелла (нидерл. Penelopé Di Lella; род.17 апреля 1974 года в гор. Гаага, провинция Южная Голландия) — нидерландская конькобежка, специализирующаяся в шорт-треке. Участвовала в Олимпийских играх 1992 и 1994 годов. Двукратная призёр чемпионатов мира по шорт-треку.

## Спортивная карьера
Пенелопа Ди Лелла родилась в Гааге, где и начала кататься на коньках. Впервые выиграла чемпионат страны среди девочек до 15 лет в 1989 году, где одержала победу на 500 и 800 м. В 1991 году стала третьей на чемпионате Нидерландов и в том же году вошла в состав национальной сборной. В марте на первом командном чемпионате мира в Сеуле она выиграла бронзовую медаль вместе с Моник Велзебур, Симоной Велзебур, Присциллой Эрнст и Клаудией Волверс.
В феврале 1992 года на Олимпиаде в Альбервилле она была запасной в эстафете, где сборная Нидерландов была одним из фаворитов, но не смогли пройти в финал и заняли 6-е место. В апреле на мировом первенстве в Денвере выиграла серебряную медаль в эстафете. Нидерланды уступили только сильнейшей на тот момент сборной Канаде. В начале года выиграла чемпионат страны, следом на Олимпийских играх в Лиллехаммере Пенелопа участвовала на дистанциях 500 и 1000 м и заняла на них 26-е места, а в эстафете с командой добралась до 6-го места. В марте на командном чемпионате мира в Монреале заняла в составе команды 5-е место.
Через 2 года на чемпионате мира среди команд в Лейк-Плэсиде стала 7-й, а в 1997 году на первом 
чемпионате Европы в Мальмё заняла в общем зачёте 7-е место, при этом на 500 м была 16-й, 1000 м - 7-й, 1500 - 5-й, а в эстафете не хватило одного шага до медали и в итоге 4-е место. В том же году завершила карьеру спортсменки.

## Карьера после спорта
Пенелопа обучалась в Университете Амстердама с 1992 по 1997 года и получила ученую степень Магистра наук о движении человека и спортивной психологии по специализации Физиология упражнений и спортивная психология. С апреля 2001 по 2005 год работала политическим советником элитных спортсменов в Голландском центре по вопросам допинга, а с декабря 2005 по 2008 год работала региональным секретарём в департаменте защиты детей в городе Утрехт, где отвечала за внутреннюю коммуникацию. В должности секретаря проекта была с 2008 по 2010 год, затем сотрудником Центра научных исследований и документации, с июня 2011 года работает в Министерстве безопасности и юстиции.